# Flos Leonardi Bigolli Pisani super solutionibus quarundam questionibus ad numerum et ad geometriam, vel ad utrumque pertinentium
Il Flos Leonardi Bigolli Pisani super solutionibus quarundam questionibus ad numerum et ad geometriam, vel ad utrumque pertinentium,  (il Fiore di Leonardo Bigollo Pisano sulle soluzioni di certe questioni concernenti l'aritmetica e la geometrica, ovvero entrambe le discipline) è un trattato privo dell'anno di composizione e contenuto all'interno del ms. E 75 Sup. della Veneranda Biblioteca Ambrosiana di Milano.
Il codice presenta due epistole di dedica, la prima delle quali è indirizzata a Raniero Capocci di Viterbo, cardinale diacono del titolo di Santa Maria in Cosmedin a partire dal 1212 o dal 1213, mentre la seconda è destinata all'imperatore Federico II di Hohenstaufen.
(Leonardo Fibonacci, Liber quadratorum, epistola a Raniero Capocci.)
Nel 1240 l'imperatore Federico II di Hohenstaufen si impadronì della città di Viterbo e vi pose un presidio, ma appena tre anni dopo, nel 1243, la città insorse avendo a capo anche il cardinale Raniero Capocci. In seguito, concluso sotto Innocenzo IV il concilio di Lione, Raniero Capocci promulgò contro Federico la sentenza di privazione del potere temporale.
Sorprende, perciò, che dopo la lettera di dedica al cardinale Capocci segua nel Flos anche una seconda epistola, rivolta stavolta all’imperatore Federico, acerrimo nemico del Capocci:
(Leonardo Fibonacci, Flos, Epistola a Federico II.)
«Il problema proposto da Maestro Giovanni chiedeva di trovare un numero quadrato tale che, aggiungendogli e sottraendogli il numero cinque, si ottenesse ancora un numero quadrato. Leonardo trovò che il numero 11+2/3+1/144, quadrato di 3+1/4+1/6, è una soluzione del problema e la comunicò al suo interlocutore. Egli tuttavia continuò a meditare sul problema e più in generale sulle proprietà
dei numeri quadrati, pervenendo a una serie di importanti risultati raccolti nel Liber quadratorum che dedicò all’imperatore».

## Storia editoriale
La prima e unica edizione a stampa del Flos è stata curata da Baldassarre Boncompagni Ludovisi, che ne pubblicò il testo prima nel 1856 e poi nel 1862 secondo la lezione del manoscritto E. 75 Sup. della Veneranda Biblioteca Ambrosiana di Milano. Si tratta di un codice pergamenaceo di 217 x 140 mm, databile alla prima metà del XV secolo. Il manoscritto, scritto in caratteri goticheggianti con le iniziali miniate, tramanda non solo il testo del Flos con l'Epistola ad Magistrum Theodorum (cc. 1r-18v), ma anche il testo del Liber quadratorum (cc. 19r-39v). Esso è appartenuto a Vincenzo Pinelli e ai suoi eredi, fino a che il Cardinale Federico Borromeo lo acquistò nel 1609.
Del Flos esiste una traduzione in lingua italiana e un commento matematico a cura di Ettore Picutti.